# (31810) 1999 NR38
1999 NR38 (asteroide 31810) é um asteroide da cintura principal. Possui uma excentricidade de 0.10560520 e uma inclinação de 8.11976º.
Este asteroide foi descoberto no dia 14 de julho de 1999 por LINEAR em Socorro.